# Philipp Jakob Huth von Dessendorf
Philipp Jakob Huth, Edler von Dessendorf (* 25. September 1742 in Würzburg; † 5. Juli 1813 in München; auch Philipp Iakob von Huth) war ein deutscher römisch-katholischer Theologe.
Huth studierte vor allem Theologie und Rechtswissenschaften an den Universitäten in Würzburg und Ingolstadt. In Ingolstadt wurde er 1769 Universitätsbibliothekar, und 1771 zum Doktor beider Rechte promoviert. Zudem erlangte er in diesem Jahr das Lizentiat der Theologie. Huth wurde nach dem Studium Schulrektor und Professor zunächst 1773 in Mindelheim, dann 1774 in Burghausen. Bereits 1775 erfolgte die Ernennung zum Kanoniker am Hochkollegiatstift an der Münchener Frauenkirche. Die Ernennung zum kurfürstlichen Wirklichen Geistlichen Rat erfolgte im Jahr darauf.

## Werke (Auswahl)
- Dissertatio historico-politico-canonica de eo quod circa ferias sacras instituendas abolendasque justum est, Ingolstadt 1770.
- Von guter Bildung der Weltgeistlichkeit eines Landes, vornämlich durch wohl geordnete Pflanzschulen und Seminarien, München 1773.
- Beleuchtete Verdienste des durchlauchtigsten Hauses Wittelspach um die Kirche, mit 8 Porträten der Herzoge, Kurfürsten und Kaiser aus diesem Hause, Landshut 1777.
- Versuch einer Kirchengeschichte des 18. Jahrhunderts, im Anschluß an die Kirchengeschichte des Abbé Ducreux. 2 Bände, 1807 und 1809.